# Mikel Zalbide

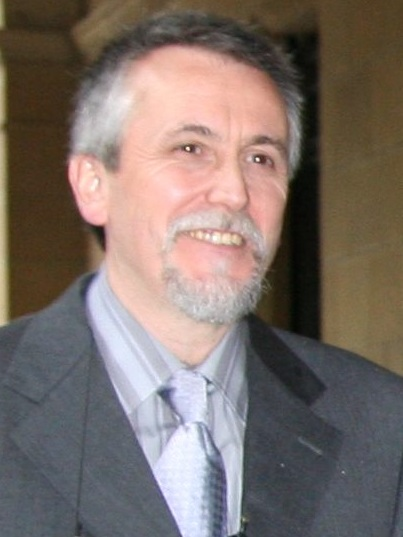
Mikel Zalbide im Jahr 2007

Mikel Zalbide Elustondo (* 9. Mai 1951 in Donostia-San Sebastián) ist ein spanischer Sprachwissenschaftler und Soziolinguist. Er studierte Ingenieurwesen an der Universität Navarra. Bereits in jungen Jahren beschäftigte er sich mit der Weiterentwicklung der baskischen Sprache.

## Terminologie und Lexikographie
Zalbide leistete einen großen Beitrag bei der Planung des Korpus des Baskischen. 1972, noch während seines Studiums, war er einer der Gründer von Elhuyar Kultur Elkartea. Neben der Gründung der ersten technisch-wissenschaftlichen Zeitschrift auf Baskisch arbeitete er außerdem mit an der Erstellung von didaktischem Material und führte Studien zur Wortbildung durch.
Seit der Gründung des UZEI (Unibertsitate Zerbitzuetarako Euskal Institutua) im Jahr 1978 ist er verantwortlich für den Bereich Wissenschaft und Technik. Am UZEI arbeitete er unter anderem an den Wörterbüchern der Physik, Chemie und Mathematik. Er beschäftigte sich auch mit der Wortschatzbildung und gab Kurse zu diesem Thema. Ebenso ist er der Autor der am UZEI durchgeführten Systematisierungsarbeit zur Schreibung und Aussprache von lexikalischen Entlehnungen.

## Bildung
Ab 1979 beteiligte er sich an der Initiative zur Gründung einer baskischen Universität. Er war Mitglied der gemeinsamen „Kommission für die Planung der Baskischen Universität“, die vom vorautonomen Generalrat und der Universität Bilbao (später Universität des Baskenlandes) eingesetzt wurde. Ein Subkomitee dieser Kommission war der Unterausschuss für die Standardisierung des Baskischen, für den Mikel Zalbide verantwortlich war.
Ab 1981 arbeitete er in der Abteilung für Bildung, Universitäten und Forschung der baskischen Regierung als Leiter des Euskera Zerbitzua. Er ging 2014 in den Ruhestand. Er wirkte an Projekten der Regierung mit, um die Vermittlung und den Kenntnisstand der baskischen Sprache zu verbessern. 
In den Bereichen Pädagogik und Bildung nahm er an Arbeitsgruppen zur Umsetzung verschiedener Projekte teil: am EIMA-Programm (Euskal Ikasmaterialgintza) zur Sicherung der Qualität der Sprache und zur Erstellung von didaktischem Material auf Baskisch (Lehrbücher für Grundschule und höhere Schulbildung, audiovisuelles Material und Software), am NOLEGA-Programm und am ULIBARRI-Projekt, das die Verwendung der baskischen Sprache im Schulumfeld fördern soll.

## Königliche Akademie der baskischen Sprache – Euskaltzaindia
Zalbide wurde 1983 zum Mitglied der Königlichen Akademie der baskischen Sprache (Euskaltzaindia) ernannt. Zuvor war er im Jahr 1976 Mitglied des Unterausschusses für Mathematik des Instituts. In der Akademie leistete er wichtige Arbeit auf den Gebieten der Lexikologie und Lexikographie. Er war Mitglied der Lexikographiekommission und der Jargonabteilung. Er war an der Akademie außerdem für die Leitung der Kommission für die Festlegung von lexikalischen Kriterien (LEF) verantwortlich. Aus diesem Arbeitsgebiet wurden die Projekte zur Schreibung der lexikalischen Entlehnungen, das Orotariko Euskal Hiztegia (Baskisches Allgemeines Wörterbuch) und das EEBS-Projekt (Egungo Euskararen Bilketa Sistematikoa) entwickelt.
Seit dem 27. April 2006 ist er Vollmitglied der baskischen Sprachakademie Euskaltzaindia. Er hielt seine Antrittsvorlesung am 2. Juni 2007.
Derzeit arbeitet er am Projekt Joanes Etxeberri (Euskararen Historia Soziala – EHS Euskera Social History). Dieses 2007 ins Leben gerufene Projekt aus dem Bereich der historischen Soziolinguistik analysiert die soziale Entwicklung des Baskischen und die Sprachen, die im Laufe der Zeit mit dem Baskischen in Kontakt gekommen sind.

## Werke

### Bücher
- Maileguzko hitzak: idazkera eta ebakera, Donostia: UZEI, 1981
- Hitz-elkarketa 1. LEF batzordearen lanak, Bilbo: Euskaltzaindia, 1987
- Euskal Irakaskuntza: 10 urte. Gasteiz: Eusko Jaurlaritzaren Argitalpen Zerbitzu Nagusia, 1990
- Hitz elkartuen osaera eta idazkera: LEF batzordearen emaitzak, Euskaltzaindiaren gomendio-arauak. Bilbo: Euskaltzaindia, 1992

### Artikel
- Mende hasierako euskalgintza: urratsak eta hutsuneak in II. Euskal Mundu Biltzarra. Euskara-biltzarra, Gasteiz: Eusko Jaurlaritzaren Argitalpen Zerbitzu Nagusia, 1988
- Euskal Eskola, Asmo Zahar Bide Berri in Euskal Eskola Publikoaren Lehen Kongresua, Gasteiz: Eusko Jaurlaritzaren Argitalpen Zerbitzu Nagusia, 1, 211–271, 1990
- Eskola-giroko hizkuntza-erabileran eragiten duten faktoreen lehen azalpen-saioa in Eskola Hiztun Bila, 17–35. Gasteiz: Eusko Jaurlaritzaren Argitalpen Zerbitzu Nagusia, 1991
- Educational situation of the Basque Autonomous Community in Spain, Estrasburgo: Europako Kontseilua, 1993
- Zientzi hizkuntza irakaskuntzan: euskara teknikoaren izaeraz, iturburuaz eta egungo erabilmoduaz, Gasteiz: Eusko Ikaskuntza, 1993
- Eskola-munduan erabiltzen den euskara: egungo egoera eta zenbait hobekuntza-bide in Euskera, 1994
- Hitz elkartuen osaera eta idazkera : gomendio-arauak prestatzeko erabili diren irizpideak in Euskaltzaindiaren XIII. Biltzarra, Euskera, 1994
- Maileguzko hitzen zenbait muga-arazo in Euskaltzaindiaren XIII. Biltzarra, Euskera, 1994
- Zientzi hizkuntza irakaskuntzan: euskara teknikoaren izaeraz, iturburuaz eta egungo erabilmoduaz in Euskal ikaskuntzak hezkuntza sarean, Eusko Ikaskuntza, 281–290 1995
- Normalización lingüística y escolaridad: un informe desde la sala de máquinas in Eusko Ikaskuntzen Nazioarteko Aldizkaria 43, 2, 355–424, 1998
- Irakas-sistemaren hizkuntz normalkuntza: nondik norakoaren ebaluazio-saio bat in Eleria 5, 45–61, 2000
- Ahuldutako hizkuntza indarberritzea: teoriak zer dio? in Ikastolen IX. Jardunaldi Pedagogikoak, Donostia:EHIK, 2002
- Ikasleek egiten al dute euskaraz? in Bat: Soziolinguistika aldizkaria 42, 43–52 2002
- Hendaia-Hondarribietako biltzarra: azalpen labur bat in Hermes: pentsamendu eta historia aldizkaria, 4. zkia., 2002, 68–78
- Hendai-Hondarribietako biltzarrak, XX. mendeko hizkuntz plangintzaren iturburu in Euskaltzaleen Biltzarraren mendeurrena, Bilbo: Sabino Arana Kultur Elkargoa, 2003
- Hezkuntzaren kalitatea, elebitasunaren argitan in Ikastetxea, kalitatearen gune, 196–212, Gasteiz: Eusko Jaurlaritzaren Argitalpen Zerbitzu Nagusia, 2004
- Hizkuntza-normalkuntzaren oinarrizko kontzeptuak, perspektiba sozioedukatiboan in Ulibarri proiektuaren prestakuntza-jardunaldia, Gasteiz, 2004
- Basque Acquisition planning, Nicholas Gardner eta Mikel Zalbide, in International Journal of the Sociology of Language 174, 55–72 or. 2005
- A Basque perspective on the future of lesser used languages in CAER (Education Society of the European Regions), Cardiff, 2005
- Lardizabalen gramatika, bere gizarte-giroan in Euskera 51. 1., 71–103 2006
- Lardizabal eta bere gramatika, perspektiba soziolinguistikoan, Arantzazu Muñoa-rekin batera, in Francisco Ignacio Lardizabalen 1856ko Gramática Vascongada-ren 2006ko edizioa: Gipuzkoako Foru Aldundia, 2006
- Hizkuntzen azterbideak, Iturriagaren argitan in Bat: Soziolinguistika aldizkaria 65, 111–125, 2007
- Iparraldeko euskalgintza XIX. mendearen bigarren erdian: Zaldubi eta bere garaia in Euskera 52, 3., 877–1008 2007
- Euskararen Legeak hogeita bost urte eskola alorreko bilakaera: balioespen-saioa in Euskera 52. 3., 1283–1517, 2007
- "Sprachpolitik und gesellschaftliche alphabetisierung" jakin-iturri eta bide-erakusle in Euskera, 52. 2., 789–811, 2007
- Pedagogoa batzar nagusietan. Hizkuntzen azterbideak, Iturriagaren argitan: Euskaltzaindiko sarrera-hitzaldia in Euskera 52. 1., 61–157 2007
- Interferentzia, hiztun garbien galera eta mintzaldaketa: Hiriart-Urrutiren garaiko zenbait korrelato in ASJU XLIII, 1003–1034, 2009
- Hizkuntza-soziologiaren ibilia gurean in Bat: Soziolinguistika aldizkaria 77, 27–55, 2010
- Diglosiaren purgatorioaz. Teoriatik tiraka in Bat: Soziolinguistika aldizkaria 79–80, 13–152, 2011
- Hamar ondorio, gazi eta gozo in Bat: Soziolinguistika aldizkaria 79-80, 225–254, 2011